# Bell'amico
Bell'amico è un film italiano del 2002, diretto da Luca D'Ascanio.